# Тасгецій
Тасгецій — вождь галльського племені карнутів I століття до н. е.
Предки Тасгеція здавна користувалися у карнутів царською владою, і її залишив за ним Цезар 57 року до н. е., якому Тасгецій надавав під час війн постійні послуги. За три роки Тасгеція вбили незадоволені одноплемінники. Цезар, дізнавшись про це, послав до карнутів військо під керівництвом легата Планка для покарання винних.